# Ural Ramdrakowitsch Latipow
Ural Ramdrakowitsch Latipow (belarussisch Урал Рамдракавіч Латыпаў; tatarisch Урал Рамдрак улы Латыйпов Ural Ramdraq uğlı Latıypov; russisch Ура́л Рамдракович Латы́пов; * 28. Februar 1951 im Dorf Nowokataewo, Provinz Bakalinski, Baschkirische Autonome Sozialistische Sowjetrepublik, RSFS, UdSSR) ist ein Unternehmer und ehemaliger belarussischer Staatsmann.

## Biographie
Latipow stammt aus einer tatarischen Familie. Er besuchte eine tatarische Allgemeinschule im baschkirischen Dorf Nowokataewo. 1973 absolvierte Latipow mit Auszeichnung die Staatliche Universität Kasan (heute Kasaner Föderale Universität). Ein Jahr später trat er dem sowjetischen KGB bei und schloss zunächst einen Vorbereitungsdienst in Minsk ab. Im Anschluss und bis 1989 war er in den Reihen des sowjetischen Geheimdienstes in unterschiedlichen Positionen tätig.
1988 promovierte Latipow in Rechtswissenschaften zum Thema „Völkerrechtliche Bekämpfung des internationalen Terrorismus“. 1994 folgte die Habilitation.
Von 1989 bis 1994 hatte Latipow das Amt des stellvertretenden Leiters des Instituts für Nationale Sicherheit der Belarussischen Sozialistischen Sowjetrepublik, später der Republik Belarus inne. 1994 stieg er im Alter von 43 Jahren zum Assistenten des neu gewählten Präsidenten Aljaksandr Lukaschenka auf.
Im Dezember 1998 ernannte Lukaschenka Latipow zum Außenminister von Belarus. Diesen Posten bekleidete er bis November 2000, bevor er kurzzeitig die Leitung des Staatssekretariats für Sicherheit der Republik Belarus übernahm.
Vom September 2001 bis November 2004 war Latipow Chef der belarussischen Präsidialadministration.
Im Januar 2006 wechselte Latipow in die Wirtschaft und wurde zum Beiratsvorsitzenden der LLC „Lukoil Belarus“ gewählt. 2008 zog er nach Moskau und führt dort seitdem das Unternehmen „Direkt Management“.